# Suassana
Suassana (nom científic Geranium molle) és una planta anual herbàcia pertanyent a la família de les Geraniaceae. En català es diu també gerani, rellotges, agulles, borró, candelers, forquilles, fulla sana o peu de fagina.
Prolifera en prats secs, tanques, bancades i erms. Prefereix els llocs assolellats sobre sòls sorrencs i relativament secs, a una altitud entre els 0-1.000 metres sobre el nivell del mar. Geranium molle és una planta petita, assolint una alçada mitjana de 30,5 centímetres. Es tracta d'una planta molt ramificada, glabra, amb diverses tiges ascendents. Les fulles són palmades, tallades entre 5 i 9 cops. Les fulles basals estan disposades en una roseta, les superiors són sèssils, rodones i peludes, amb un pecíol llarg d'uns 5-12 mm. Les flors són de color rosat-porpra, de 8-12 mm de diàmetre, amb pètals molt irregulars. Floreix d'abril a setembre. Les flors són hermafrodites i principalment pol·linitzades per himenòpters. Els fruits són glabres, generalment amb 6-9 nervis transversals. És originària de les regions mediterrànies i submediterrani, però ara està naturalitzat en altres parts d'Europa, al sud-oest i centre d'Àsia i a l'Àfrica del Nord.
És una espècie introduïda a Amèrica del Nord. És una mala herba nociva al nord-oest del Pacífic i forma ràpidament una coberta vegetal en àrees obertes, entre les gramínies.
Nicholas Culpeper en el seu herbari del 1652 descriu una varietat d'usos per G. molle, incloent el tractament de ferides internes i externes. La decocció en vi alleujaria la gota i altres dolors en les articulacions.

## Referències

Habitus
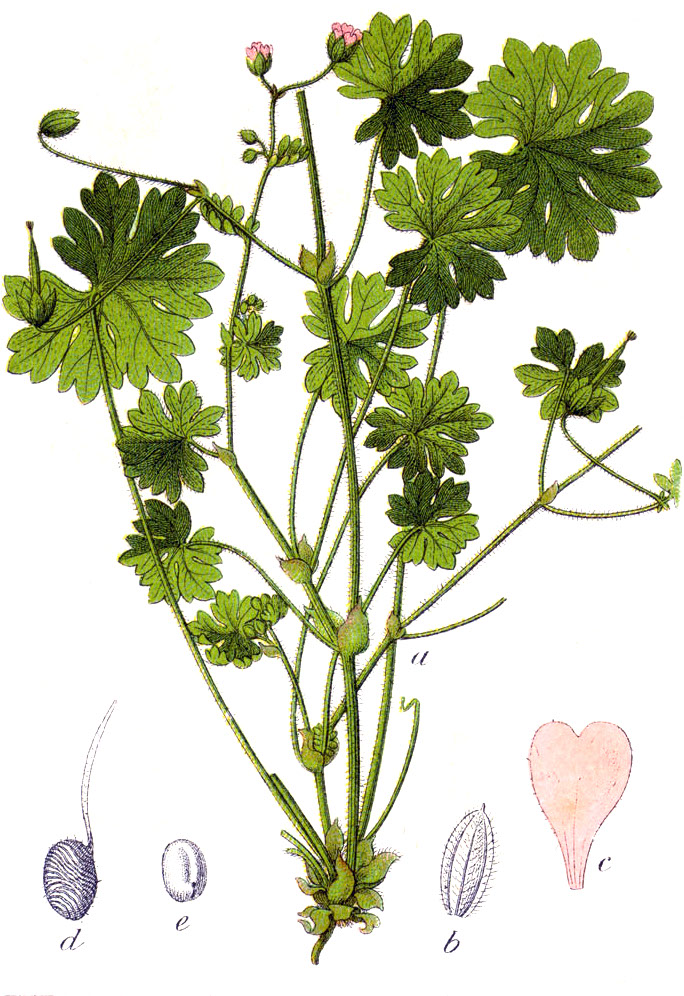
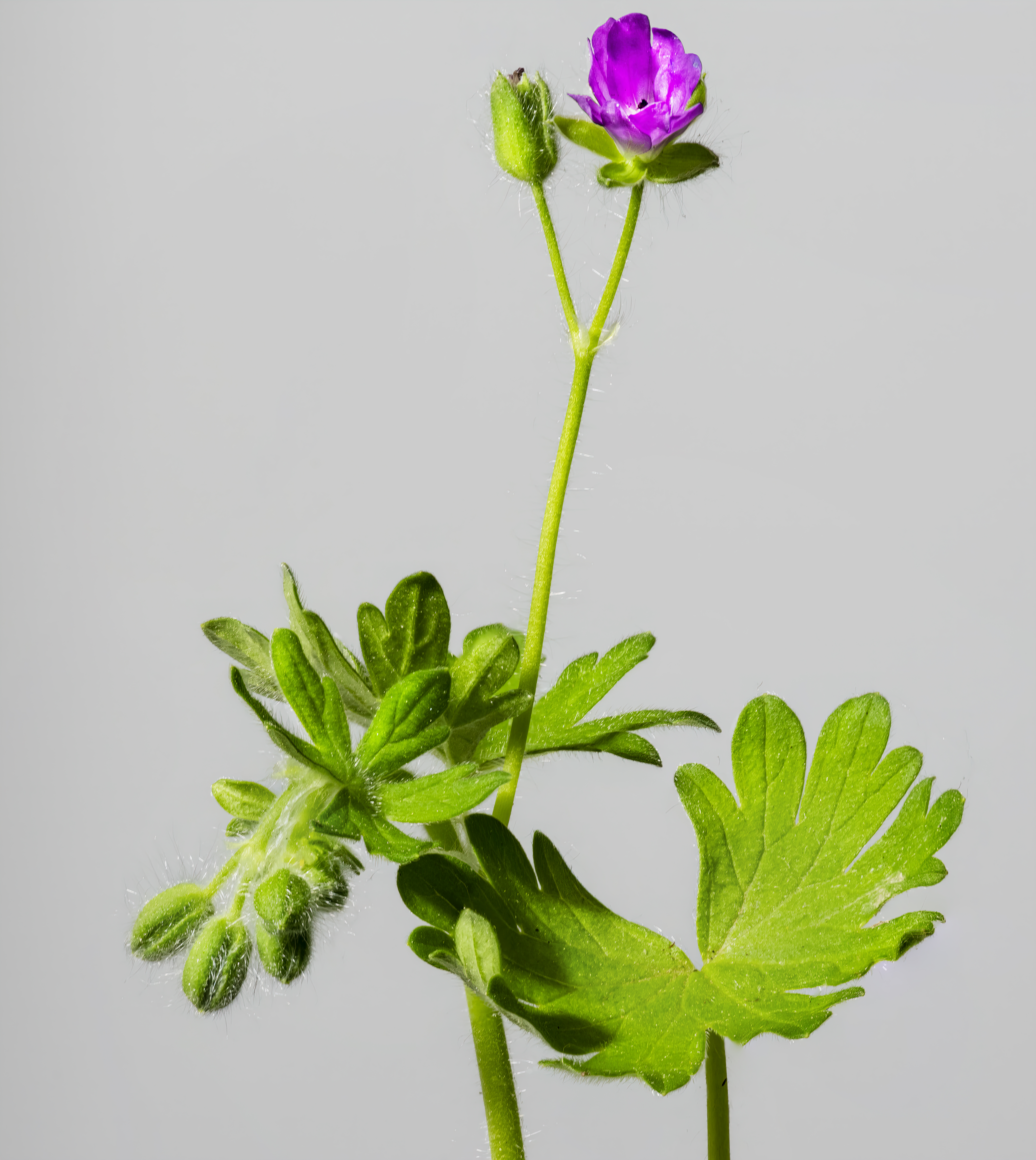
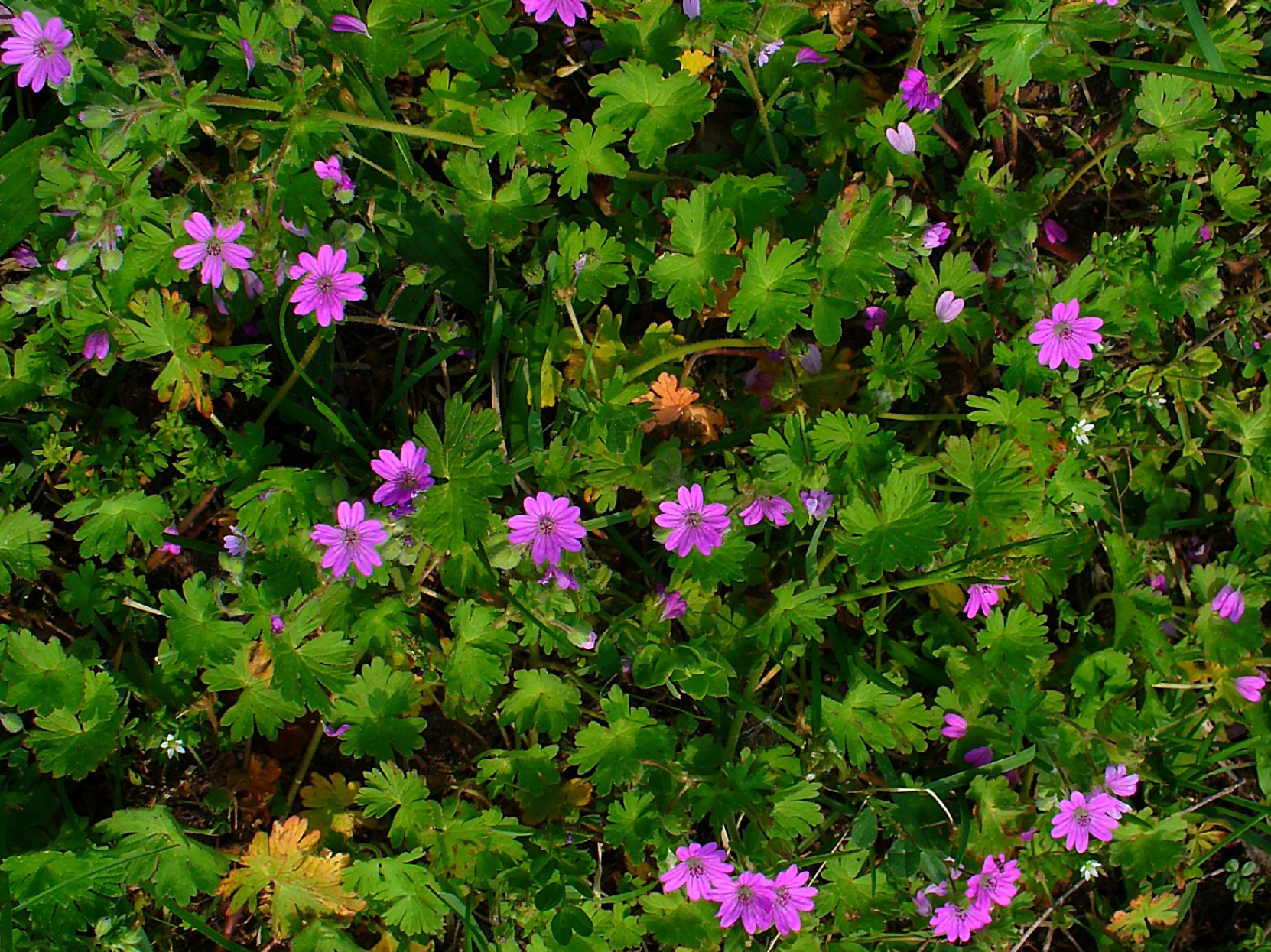
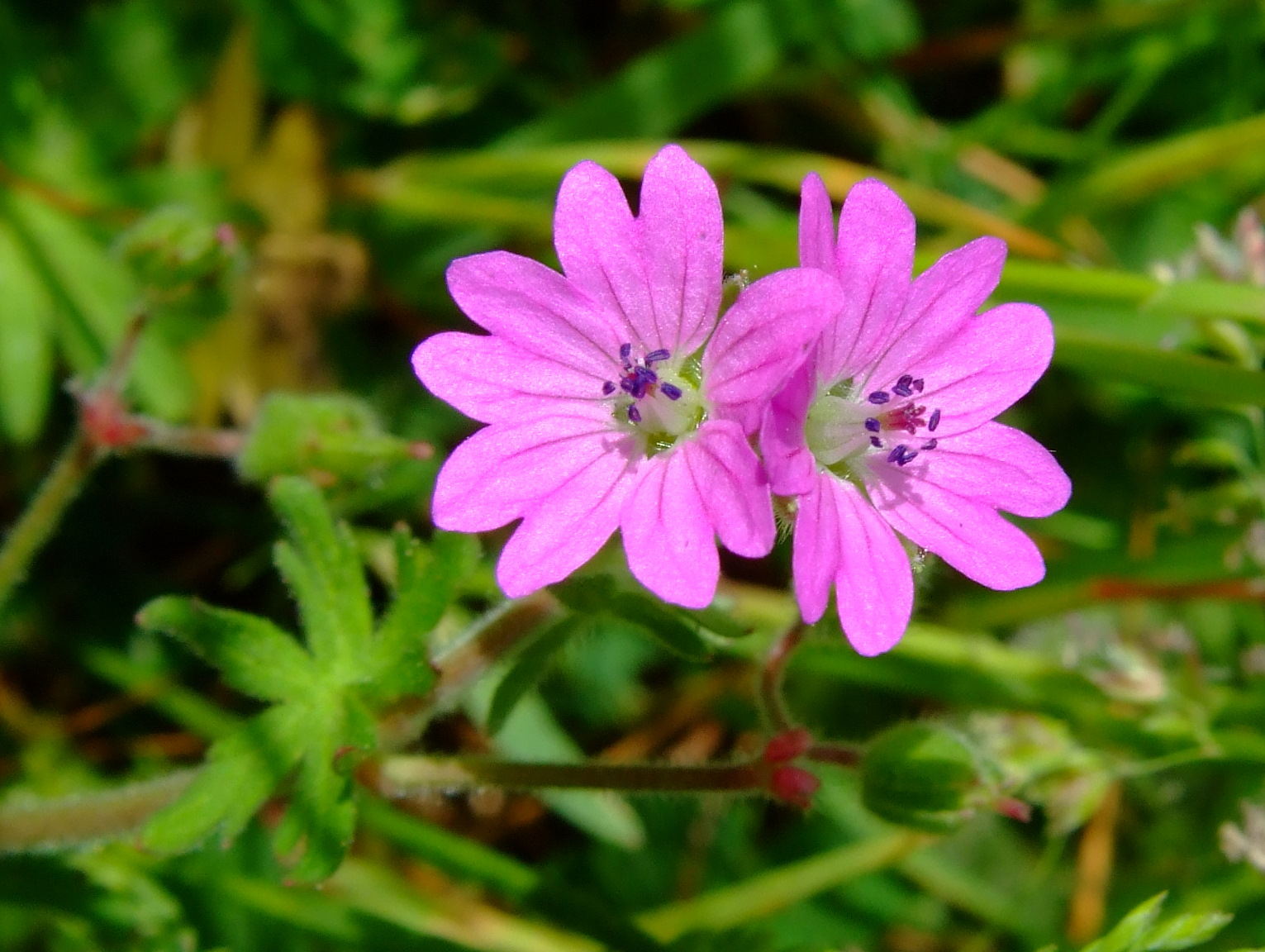
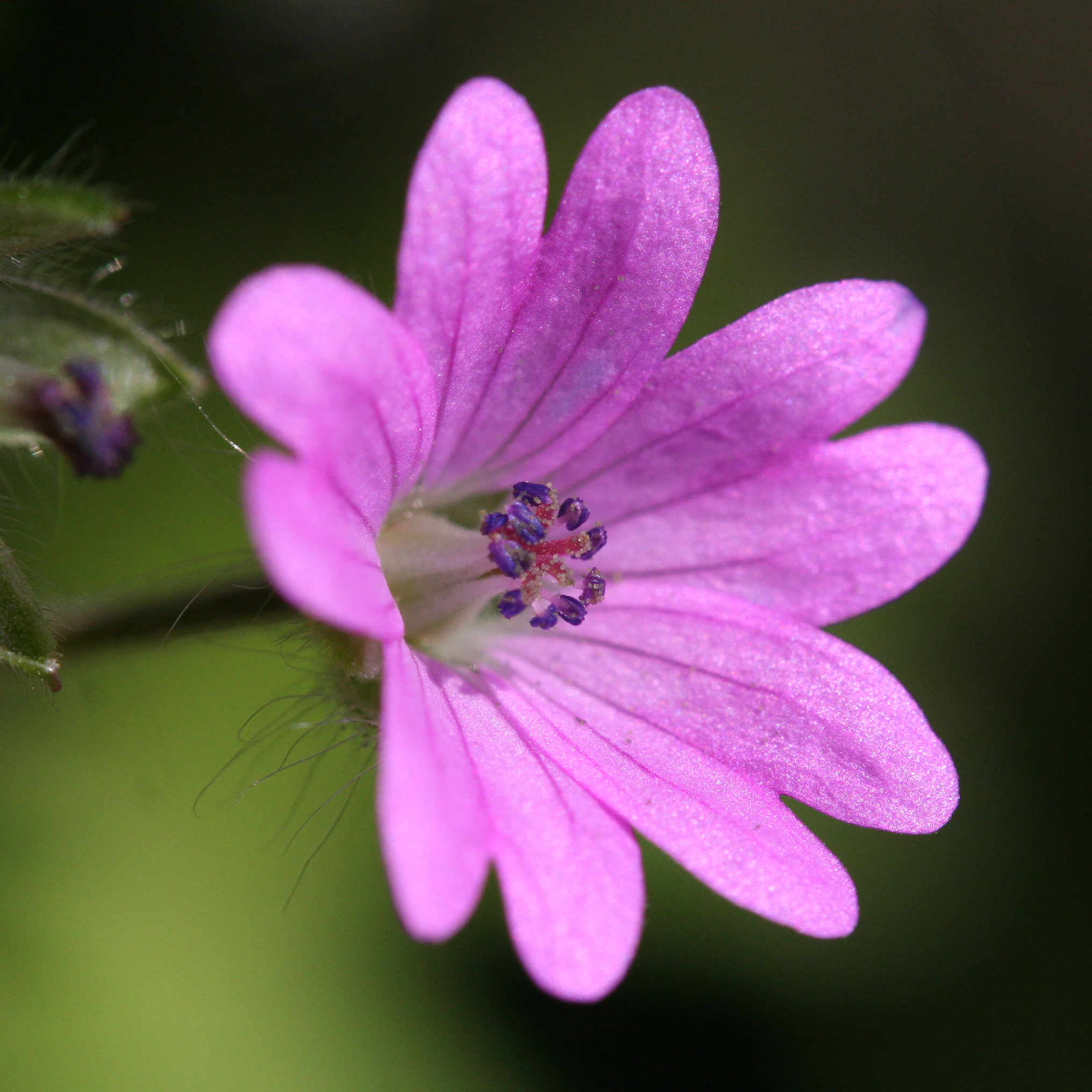
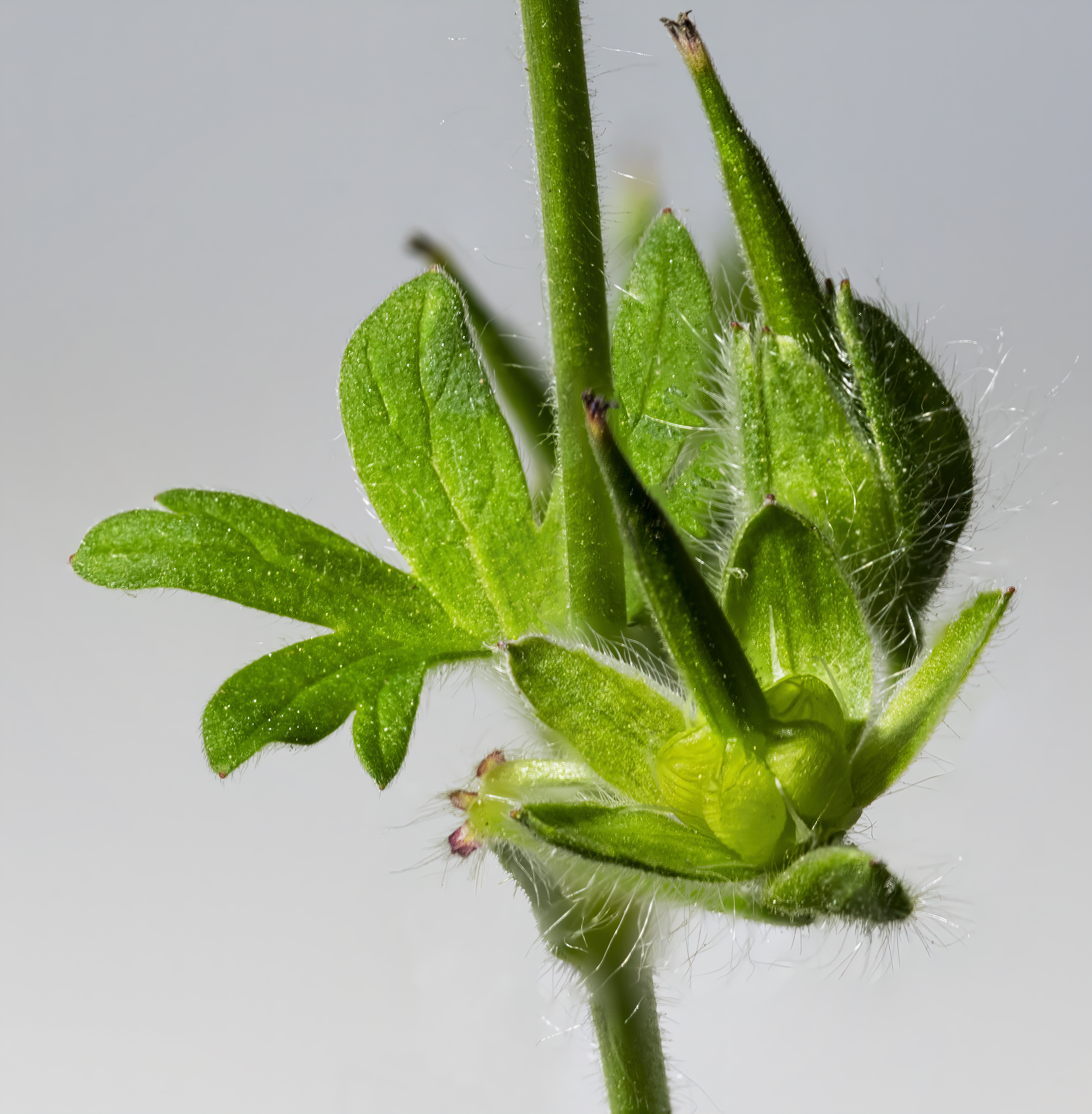
Fruit immadur
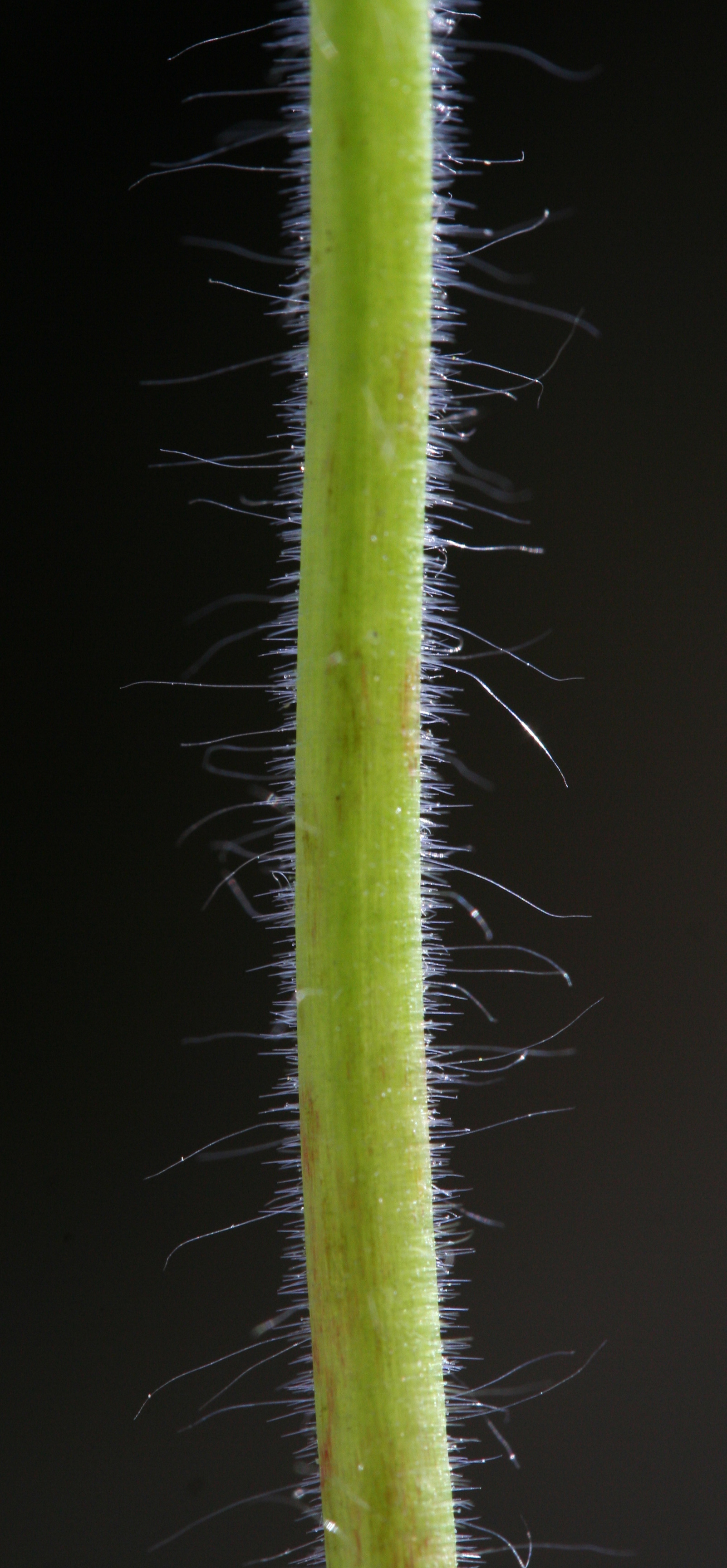